# 苏朗日 (谢尔省)
苏朗日（法語：Soulangis，法語發音：[sulɑ̃ʒi]）是法国谢尔省的一个市镇，属于布尔日区。

## 地理
苏朗日（47°11'12"N, 2°31'3"E）面积13.76 平方千米，位于法国中央-卢瓦尔河谷大区谢尔省，该省份为法国中部省份，北起卢瓦雷省，西接卢瓦-谢尔省和安德尔省，南至克勒兹省，东南接阿列省，东临涅夫勒省。
与苏朗日接壤的市镇（或旧市镇、城区）包括：莱赛克斯当日永、梅讷图萨隆、帕拉西、圣米歇尔德沃朗日、圣索朗日、维纽苏莱赛克斯。

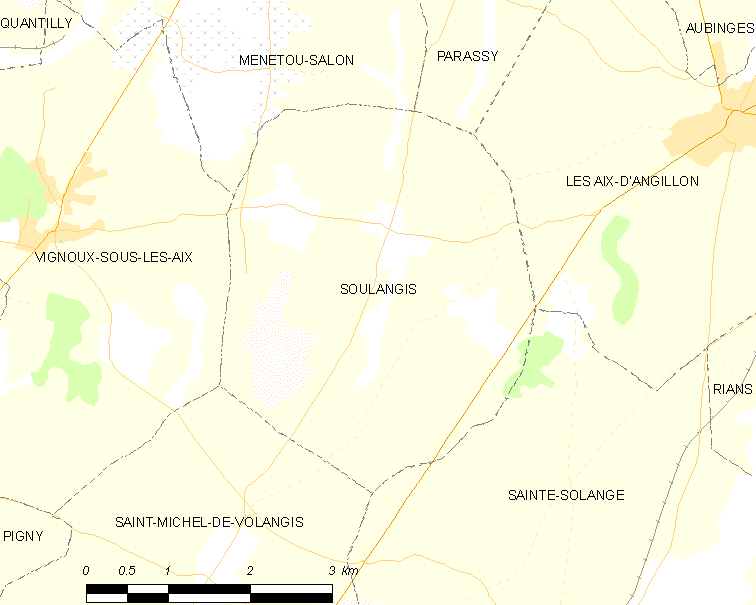
的OSM定位图

苏朗日的时区为UTC+01:00、UTC+02:00（夏令时）。

## 行政
苏朗日的邮政编码为18220，INSEE市镇编码为18253。

## 政治
苏朗日所属的省级选区为圣日耳曼迪皮县。

## 人口

1962-2008年间人口变化图示

苏朗日于2022年1月1日时的人口数量为457人。